# Instituto Mineiro de Agropecuária
O Instituto Mineiro de Agropecuária (IMA) é uma autarquia do Governo do Estado de Minas Gerais, criada em 7 de janeiro de 1992 pela lei 10.594, sendo vinculada à Secretaria de Estado de Agricultura, Pecuária e Abastecimento de Minas Gerais (Seapa). É responsável por executar políticas públicas de defesa sanitária animal e vegetal no estado de Minas Gerais. Também atua na inspeção de produtos de origem animal, na certificação de produtos agropecuários, na educação sanitária e no apoio à agroindústria familiar.

## História
O IMA foi criado em 7 de janeiro de 1992, com o objetivo de fortalecer as ações de vigilância sanitária animal e vegetal em Minas Gerais. A primeira diretoria do instituto foi formada em 10 de abril de 1992, estabelecendo os circuitos pecuários Centro-Oeste e Leste do estado como parte da estratégia de combate à febre aftosa.

## Importância
A atuação do IMA contribui diretamente para a qualidade dos alimentos consumidos pela população, além de permitir a inserção de produtos mineiros em mercados internacionais, assegurando o cumprimento de normas sanitárias e fitossanitárias.